# Collision aérienne de Carmel
La collision aérienne de Carmel s'est produite le 4 décembre 1965, lorsque le vol Eastern Air Lines 853, un Lockheed Constellation reliant l'aéroport international de Boston Logan à l'aéroport international de Newark, est entré en collision en plein vol avec le vol TWA 42, un Boeing 707 assurant la liaison entre l'aéroport international de San Francisco et l'aéroport international de New York - John-F.-Kennedy, au-dessus de Carmel, dans l'État de New York, aux États-Unis.
Le vol 42 de la Trans World Airlines (TWA) a effectué un atterrissage d'urgence à l'aéroport international de New York - John-F.-Kennedy, tandis que le vol 853 d'Eastern Air Lines a été contraint de faire un atterrissage d'urgence à proximité de North Salem, dans l'État de New York. Trois passagers sont morts, ainsi qu'un des pilotes du Constellation, le commandant de bord Charles J. White, qui était retourné dans la cabine de l'avion pour venir en aide au dernier passager.

## Avions et équipages
L'appareil de la TWA, immatriculé N748TW, était un Boeing 707-131B qui transportait 51 passagers et sept membres d'équipage entre San Francisco et New York. L'équipage du vol 42 était composé du commandant de bord Thomas H. Carroll (45 ans), du copilote Leo M. Smith (42 ans), du mécanicien navigant Ernest V. Hall (41 ans) et de quatre hôtesses de l'air. Le commandant Carroll était un pilote très expérimenté, ayant cumulé 18 842 heures de vol à son actif, dont 1 867 heures à bord du 707. Le copilote Smith cumulait 12 248 heures de vol, dont 2 607 heures sur 707. Le mécanicien navigant Hall totalisait 11 717 heures de vol, dont 552 à bord du 707.
L'appareil d'Eastern Air Lines , immatriculé N6218C, était un Lockheed L-1049C Super Constellation avec à son bord 49 passagers et cinq membres d'équipage, reliant Boston à Newark. L'équipage du vol 853 était composé du commandant de bord Charles J. White (42 ans), du copilote Roger I. Holt Jr. (34 ans), de l'ingénieur de vol Emile P. Greenway (27 ans) et de deux hôtesses de l'air. Le commandant White cumulait 11 508 heures de vol, dont 1 947 heures à bord du Constellation. Le copilote Holt totalisait 8 090 heures de vol, dont 899 heures à bord du Constellation. L'ingénieur de vol Greenway comptait 1 011 heures de vol, dont 726 heures à bord du Constellation.

## Accident

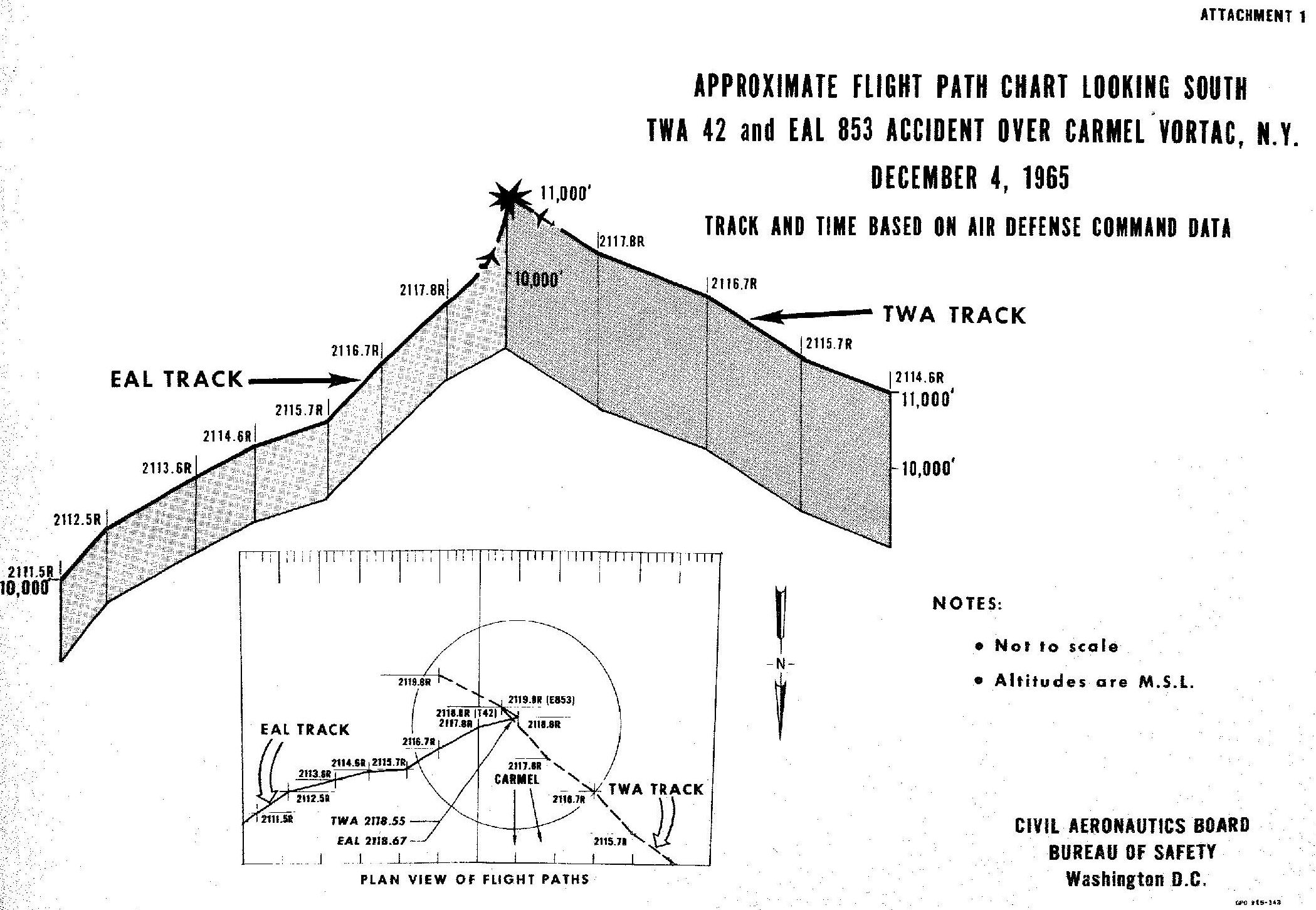
Schéma représentant les trajectoires suivies par les deux avions, jusqu'à la collision.

Le vol 42 de la TWA et le vol 853 d'Eastern Air Lines s'approchèrent du VOR de Carmel en même temps. Alors que le Constellation émergeait d'un nuage, le copilote Holt Jr. vit le 707 dans sa fenêtre droite, à la position 2 heures ; les deux appareils semblaient converger rapidement aux même endroit et à la même altitude.
Il s'écria : « Attention ! », puis plaça ses mains sur le manche et releva rapidement la gouverne de profondeur, en même temps que le commandant White, forçant ainsi les hôtesses de l'air et les passagers à s'asseoir dans leurs sièges en cabine.

### Vol TWA 42
À bord du 707, l'équipage se préparait à arriver à l'aéroport international de New York - John-F.-Kennedy (JFK), volant dans un ciel clair, au-dessus de la couverture nuageuse, avec une bonne visibilité alors qu'ils approchaient de Carmel. Le vol 42 volait alors avec le pilote automatique engagé en mode de maintien d'altitude, et le pilote en fonction (PF), le commandant Carroll, avait sa main gauche sur le manche. En voyant un autre avion à sa position 10 heures sur ce qui semblait être une trajectoire de collision, il a immédiatement désactivé le pilote automatique, a tourné le volant à fond vers la droite et a tiré sur le manche. Le copilote Smith a également saisi les commandes et a agi avec lui. L'avion a basculé vers la droite et il est devenu évident que cette manœuvre ne permettrait pas aux deux avions de s'écarter l'un de l'autre, alors Carroll et Smith ont tenté d'inverser le mouvement du volant en le tournant vers la gauche et ont également poussé sur le manche. Avant que l'avion ne puisse réagir à ces commandes inversées, deux impact distinct ont été ressentis et le 707 est entré dans un piqué abrupt ; l'aile gauche du Boeing a heurté la queue du Constellation et les deux avions étaient alors hors de contrôle.
L'équipage du Boeing s'est rétabli de ce plongeon, a déclaré une urgence au centre de contrôle aérien de New York et a reçu le premier de nombreux vecteurs radar vers JFK. Ils ont procédé à une évaluation des dommages et ont demandé que le matériel de lutte anti-incendie soit prêt. Le vol 42 a ensuite été dirigé vers le sud de JFK, où il a fait un grand virage à 360 degrés pour vérifier que le train d'atterrissage était complètement sorti et pour déterminer comment l'avion se comporterait à la vitesse d'approche standard, et a effectué un atterrissage en toute sécurité sur la piste 31L, à 16 h 40. La seule blessure était un saignement du nez subi par une hôtesse de l'air, qui est tombée de son strapontin lors de la collision.

### Vol Eastern Air Lines 853
Après la collision, le vol 853 a continué de monter. L'équipage a senti l'avion trembler et commencé à piquer vers la gauche, à travers les nuages. Il n'y a eu aucune réponse des commandes ou des compensateurs, mais l'équipage a découvert qu'un certain degré de contrôle était disponible en ajustant les manettes des gaz. L'avion est alors descendu à travers des nuages denses et une récupération a été effectuée sous les nuages, en utilisant uniquement les manettes des gaz.
Les pilotes ont découvert un réglage de la manette des gaz qui permettait de maintenir une descente par palier, avec une vitesse de l'air maintenue entre 125 et 140 nœuds (232 km/h) ; le nez de l'avion se levait lorsque la puissance était augmentée et s'abaissait lorsqu'elle était diminuée. Leur taux de descente pouvait être maintenu à environ 500 pieds (150 m) par minute.
Il était évident pour les pilotes que le Constellation était gravement endommagé et qu'ils devaient effectuer un atterrissage d'urgence. Cependant, ils survolaient un terrain principalement boisé, à la frontière entre le Connecticut et l'État de New York, et les quelques champs à proximités étaient entourés de murs de pierre, situés sur un terrain en pente et pas suffisamment grands pour cette manœuvre. Le commandant White a informé les passagers que l'avion était hors de contrôle et qu'un atterrissage d'urgence allait avoir lieu.
Le vol 853 est descendu en direction du sud-ouest, au-dessus de l'aéroport régional de Danbury (en), dans le Connecticut, à une altitude de 2 000 pieds (609 m). Environ 3 km plus loin, le commandant White a repéré un terrain herbeux à mi-hauteur de Hunt Mountain, une crête de 270 m perpendiculaire à la trajectoire de vol du Constellation. Il a aligné l'avion en utilisant une poussée asymétrique, a demandé aux passagers de se préparer et est descendu sur la pente ascendante de la colline, avec le train d'atterrissage et les volets rentrés. Au dernier moment, il a poussé les manettes des gaz vers l'avant pour relever le nez de l'avion, laissant le Constellation s'écraser sur la pente inclinée de 15 %.
Le lieu de l'atterrissage forcée se trouvait à environ 7 km au nord d'une zone où de nombreuses pièces des deux avions, ont été retrouvées par la suite par les enquêteurs. Le premier impact du Constellation a eu lieu contre un arbre, qui a été retrouvé brisé à 14 m au-dessus du sol. Puis, 76 m plus loin, l'aile gauche a heurté un autre arbre et s'est détachée de l'avion. Le fuselage a touché le sol au même endroit et l'avion s'est finalement immobilisé le long de la pente. Le fuselage s'était brisé en trois morceaux et chacun des moteurs avaient été séparés de leurs nacelles.
Les membres de l'équipage ont tous survécu à l'atterrissage et ont travaillé à l'intérieur et à l'extérieur des parties disloquées du fuselage pour évacuer les survivants de l'épave, qui était alors en feu. Des pompiers volontaires, provenant de North Salem, de Ridgefield et des communautés avoisinantes, ont éteint l'incendie et transporté les survivants dans les hôpitaux de Danbury, Mount Kisco et Carmel, où deux passagers sont décédés plus tard des suites de leurs blessures. Les pompiers ont ensuite découvert deux corps dans le fuselage - celui d'un passager masculin dans la section avant, dont la ceinture de sécurité s'était coincée lors de l'atterrissage, et celui du commandant White, qui était retourné dans la cabine pour lui venir en aide. Tous deux ont succombéss en raison de l'inhalation de fumée générées par l'incendie post-crash.

## Enquête
Le rapport final du Civil Aeronautics Board (en) (CAB) impute cette collision en vol à une mauvaise évaluation de la séparation d'altitude, par l'équipage du vol 853, en raison d'une illusion d'optique créée par l'effet de pente ascendante des sommets des nuages qui a entraîné une manœuvre d'évitement des pilotes du 707, ainsi qu'une manœuvre d'évitement réactive de la part de l'équipage du vol 42.